# Mohammad Mofatteh

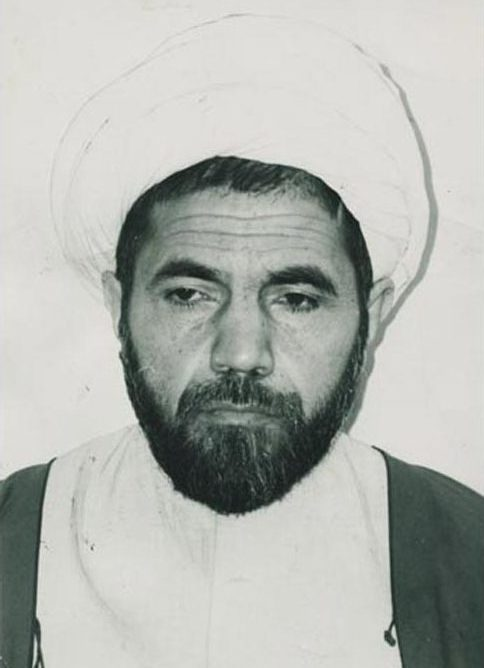
Mohammad Mofatteh

Mohammad Mofatteh (pers. محمد مفتح, ur. 1928 w Hamadanie, zm. 18 grudnia 1979 w Teheranie) – irański duchowny szyicki, ajatollah i działacz polityczny. 

## Życiorys
Był synem szyickiego duchownego. Teologię studiował w seminarium duchownym (hauzie) w Ghom równolegle ze studiami teologicznymi na Uniwersytecie Teherańskim. W seminarium kształcił się m.in. pod kierunkiem ajatollahów Ruhollaha Chomejniego i Muhammada Husajna Tabataba'iego. Po ukończeniu nauki został wykładowcą hauzy w Ghom, nauczając szariatu i podstaw filozofii. W tym czasie zaangażował się w działalność opozycyjną przeciwko rządom szacha Mohammada Rezy Pahlawiego, należał do grupy szyickich uczonych, której przewodził Ruhollah Chomejni. Razem z Mortezą Motahharim, Mohammadem Behesztim, Alim Chameneim, Alim Akbarem Haszemim Rafsandżanim, Mohammadem Dżawadem Bahonarem oraz Mohammadem Rezą Mahdawim Kanim tworzył Stowarzyszenie Duchowieństwa Walczącego, które miało budować poparcie dla ruchu na rzecz rewolucji islamskiej, przejmując faktyczną kontrolę nad meczetami, szkołami religijnymi i stowarzyszeniami religijnymi. Wspólnie z Bahonarem, Behesztim i Motahharim wstąpił również do Irańskiego Stowarzyszenia Nauczycieli, by szerzyć w nim idee rewolucji islamskiej i polemizować ze zwolennikami komunistycznej partii Tude.
W latach 1961–1963 był więziony i torturowany przez policję polityczną SAWAK. W 1968 został wydalony z kraju. Po powrocie nie mógł wrócić do pracy w seminarium; pozwolono mu na wykładanie jedynie na Uniwersytecie Teherańskim. Przez pewien czas był również naczelnym imamem w meczecie Dżawid w Teheranie, gdzie skupił wokół siebie kolejną grupę zwolenników idei Chomejniego.
W 1978 przewodził masowym publicznym modlitwom w stolicy Iranu w dniu Id al-Fitr, które zamieniły się w pokojową manifestację poparcia dla Chomejniego. Wzięło w niej udział ok. 200 tys. osób. W momencie wybuchu rewolucji islamskiej był naczelnym imamem meczetu Ghoba w Teheranie. Odegrał pierwszoplanową rolę w okresie rewolucji, a po jej zwycięstwie został dziekanem wydziału teologicznego na Uniwersytecie Teherańskim oraz przewodniczącym komitetu rewolucyjnego w IV dzielnicy stolicy Iranu. Został zamordowany razem z dwoma prywatnymi ochroniarzami przez czterech członków ekstremistycznej grupy Forghan (która w podobnych okolicznościach przeprowadziła również zamach na Motahhariego i bez powodzenia usiłowała zabić Rafsandżaniego) na ulicy w Teheranie w drodze do pracy na uczelni. W rocznicę jego śmierci w Iranie obchodzony jest dzień jedności szyickich seminariów i uniwersytetów.